# HMS Unicorn (I72)
HMS Unicorn byla opravárenská, cvičná a zásobovací loď, s koncepcí lehké letadlové lodi, určená pro podporu letadlových lodí Royal Navy. Operačně byla používána během druhé světové války a po reaktivaci i v Korejské válce. V několika případech se přímo zapojila do bojových operací.
Loď byla postavena v loděnicích Harland & Wolff v Belfastu. Měla letovou palubu, chráněnou 51mm silným pancířem a vybavenou katapultem. Na jejím pravoboku se nacházel velitelský ostrov. Letouny byly neseny ve dvou hangárech. Byla vybavena k opravám jakéhokoliv letounu Fleet Air Arm. Loď také chránila protitorpédová obšívka.
Unicorn nejprve sloužila s Home Fleet a ve Středomoří. Unicorn se podílela na spojeneckém vylodění v Salernu v roce 1943. V letech 1944–1945 operovala na Dálném Východě. Po válce byla na několik let vyřazena z aktivní služby, přičemž v letech 1950–1953 byla reaktivována, aby podporovala britská plavidla v korejské válce. V jednom případě zde přímo ze svých 102mm děl ostřelovala nepřátelské pozice. V roce 1959 byla prodána do šrotu a v následujícím roce sešrotována.